# Carlos José Pino
Carlos José Pino (Colonia Baranda; 25 de mayo de 1940) es un cantante y compositor de música folklórica de Argentina, con registro de tenor. Es uno de los integrantes originales del grupo Los Trovadores. Luego integró Melipal y realizó tres trabajos como solista.

## Trayectoria
Carlos Pino está considerado como uno de los miembros originales del grupo Los Trovadores del Norte. En realidad Los Trovadores del Norte aparecieron en Rosario a fines de 1956 como conjunto nativo orquestal-coral integrado por numerosos miembros, a iniciativa de Bernardo Rubin y su hermano. En 1959 el grupo adoptó la forma de un quinteto vocal integrado por Bernardo Rubin, Francisco Romero, Carlos José Pino, Enrique Garea y Yolanda Pedernera, que participa en el 7º Encuentro Mundial de Juventudes por la Paz, realizado en Viena.
Al regresar y ya en 1960, Garea y Pedernera se retiraron del grupo e ingresaron Sergio José Ferrer y Eduardo Gómez. Con esta formación Los Trovadores del Norte grabaron tres álbumes y obtuvieron en 1963 el Premio Revelación en el Festival de Cosquín con el rasguido doble "Puente Pexoa", su primer éxito.
En 1964 el grupo se separó, quedando Rubin con la propiedad del nombre Los Trovadores del Norte, mientras que el resto de los miembros continuaron bajo el nombre de Los Trovadores. Pino se mantuvo en el grupo hasta 1982. Sus dúos con Francisco "Pancho" Romero, el otro tenor del grupo, han sido considerados como uno de los más destacados de la música popular de Argentina, y marcaron el estilo característico de Los Trovadores durante dos décadas.
Luego de dejar Los Trovadores, integró el grupo Melipal, con el que grabó dos álbumes.
Como solista grabó tres álbumes, Entraña de árbol, Tiempo de cosecha y Contraolvido .
En 1997, junto con otros tres de los cinco integrantes de 1964 (Eduardo Gómez, Sergio Ferrer, Héctor Anzorena), a los que se sumó Eduardo Impellizieri en reemplazo de Romero, reconstituyeron la formación inicial con el nombre de Los Originales Trovadores. Infortunadamente ese año falleció Ferrer y al año siguiente falleció Anzorena, quienes fueron reemplazados por Eduardo Catena y Gustavo Gentile, respectivamente. Con esta última formación grabaron en 1998 el álbum El regreso del canto, él último grabado por este grupo, en la variedad de todas sus formaciones.
Como compositor, se destacan algunas de las canciones que realizara para el álbum Pedro Changa, como "Entraña de árbol", "La juntada" y "Verde yerbatal" con Armando Tejada Gómez.

## Obra

### Álbumes

#### Solista
1. Entraña de árbol, 1995
2. Tiempo de cosecha, Municipalidad de Rosario, 2000
3. Contraolvido, Registros de Cultura, 2015

#### Con Los Trovadores
1. Los Trovadores del Norte, como Los Trovadores del Norte, Stentor, 1961
2. Puente Pexoa, como Los Trovadores del Norte, CBS, 1964
3. Los Trovadores del Norte, como Los Trovadores del Norte, CBS, 1965
4. Los Auténticos Trovadores, como Los Auténticos Trovadores, CBS, 1966
5. Incomparables!!!, como Los Trovadores, CBS, 1967
6. Los oficios del Pedro Changa con Armando Tejada Gómez, CBS, 1967.
7. Los Trovadores, CBS, 1968
8. Música en folklore, CBS, 1969
9. Cuando tenga la tierra, CBS, 1972
10. Las voces de los pájaros de Hiroshima, CBS, 1975
11. Los pueblos de gesto antiguo, CBS, 1978
12. Canciones, CBS, 1980
13. El regreso del canto, como Los Originales Trovadores, Melopea, 1998

#### Con Melipal
1. Luna y lejanía, 1983
2. Volumen 2, 1984